# Station Lingwood
Lingwood is een spoorwegstation van National Rail in Lingwood, Broadland in Engeland. Het station is eigendom van Network Rail en wordt beheerd door Greater Anglia. 